# Строганова, Юлия Петровна
Графиня Ю́лия Петро́вна (или Павловна) Стро́ганова (урождённая Жулиана Мария Луиза Каролина София д’Ойенгаузен, по первому мужу графиня д’Ега (da Ega) (20 августа 1782 — 2 ноября 1864) — кавалерственная дама ордена Св. Екатерины (малого креста) (1841) и испанского Марии-Луизы (26.11.1827), статс-дама двора (1862); благотворительница, жена графа Григория Александровича Строганова.

## Биография

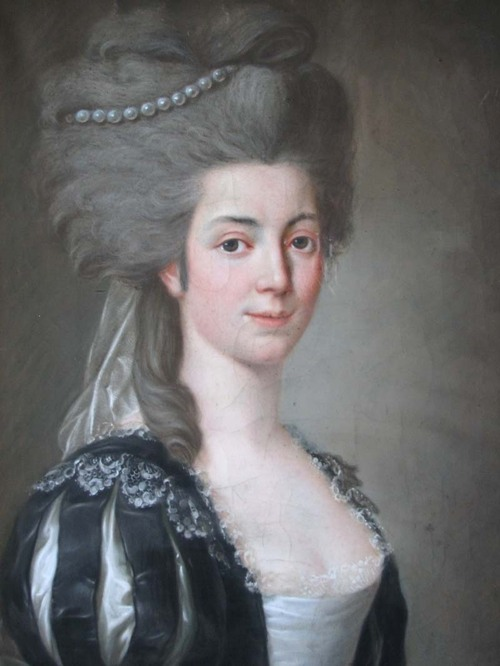
Леонора де Алмейда,
мать Юлии Петровны.

Графиня Юлия Петровна Строганова, четвёртая дочь немецкого графа Карла Августа д’Ойенгаузена (исп. d’Oyenhausen-Gravenburg; 1739—1793) и португальской поэтессы доны Леонор де Алмейды, маркизы д’Алорна (исп. d ’Alorna; 1750—1839), родилась 20 августа 1782 года в Вене, где её отец был послом Португалии при дворе императрицы Марии-Терезии. Семья много путешествовала по Европе (Испании, Германии, Англии, Италии, Франции).
Мать Юлии — Дона Леонора де Алмейда — женщина блестящего ума и образованности, была близкой подругой мадам де Сталь.
В 1785 году семья Юлии вернулась в Португалию, где её мать была назначена фрейлиной инфанты Карлоты Жоакины. В своем дворце Дона Леонор открыла литературный салон, который быстро стал известным по всей стране, приобретя славу первой масонской ложи Португалии.
Графиня Юлия Петровна получила классическое католическое воспитание, под руководством амбициозной и умной матери, сочинения которой были неотъемлемой частью библиотек просвещенных людей Европы.

## Замужество

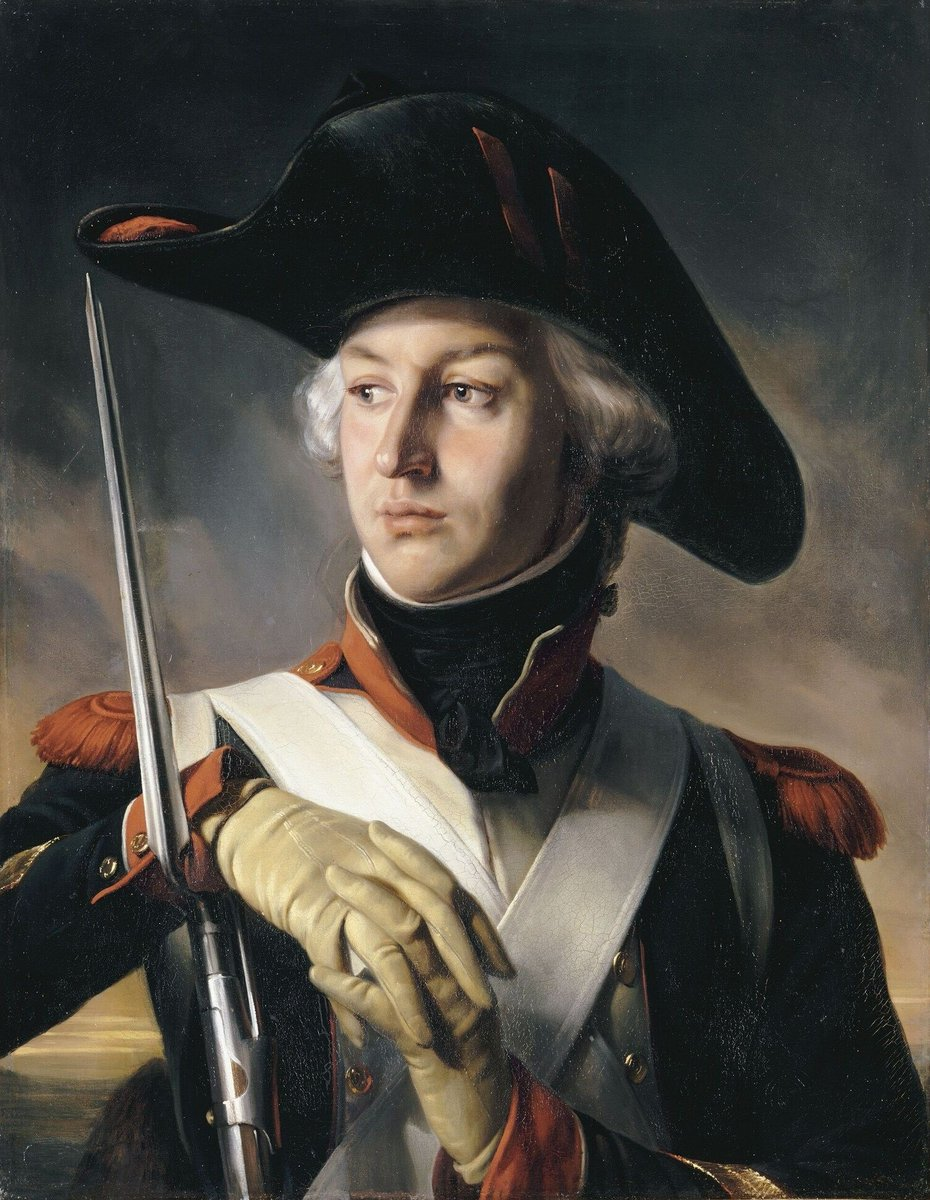
Генерал Жан Андош Жюно в бытность молодым солдатом в 1792 году.

В феврале 1800 года в Лиссабоне Юлия стала женой камергера королевы Марии I Хосе-Мария-де-Айресе (1755—1827), графа д’Эга. Он был вдовцом с пятью детьми, но богат, знатен и щедр. Юлия с мужем поселилась в Мадриде, куда граф д’Ега был назначен португальским посланником при испанском дворе. В Мадриде Юлия встретила барона Григория Александровича Строганова (1770—1857), бывшим с 1805 по 1810 г. российским полномочным министром при Испанском дворе, и стала его любовницей.
Между 1807 и 1808 годами граф д’Эга с женой вернулся в Португалию. Граф с энтузиазмом принял французскую армию Наполеона, вступившую в Лиссабон в ноябре 1808 года, и принимал активное участие в работе нового правительства во главе с Андошем Жюно (1771—1813).
В своем дворце граф д’Эга давал большие балы в честь нового правительства. Красота графини Юлии д’Эга пленили генерала Жюно, и он сделал её своей официальной любовницей. После подписания конвенции в Синтре, супруги д’Эга вынуждены были бежать во Францию под защиту Наполеона, который назначил им пенсию в размере 60000 франков в год.
В 1811 году в Италии Юлия вновь встретилась с бароном Григорием Александровичем Строгановым и решила ради него оставить мужа. Она уехала за Строгановым в Швецию, куда он был назначен чрезвычайным посланником и полномочным министром. В 1821 году, когда Строганов должен был возвратиться в Россию, Юлия последовала за ним в Петербург.

## В России
В Петербурге Юлия Петровна нигде не показывалась, встретить её можно было только на холостяцкой квартире барона Григория Александровича, на углу Невского проспекта и Большой Морской улицы, где она иногда танцевала качучу перед кружком его близких приятелей, роман его с красавицей португалкой известен был всему городу, что возбуждало известное неудовольствие при Дворе, где барон Строганов был очень близким лицом, пользуясь особенным расположением Великого Князя Николая Павловича.

В 1824 году скончалась жена барона Г. А. Строганова, баронесса Анна Сергеевна, рождённая княжна Трубецкая, а в 1826 году, на коронацию Императора Николая, барон Строганов был пожалован в графское достоинство, но при первой встрече с ним после этого Государь сказал ему:
Граф, было бы неплохо вам жениться.
Граф Строганов понял намек, и графиня д’Ега сделалась графиней Юлией Петровной Строгановой (венчание Строгановых состоялось 12 июля 1827 года в Дрездене).

## Второй брак

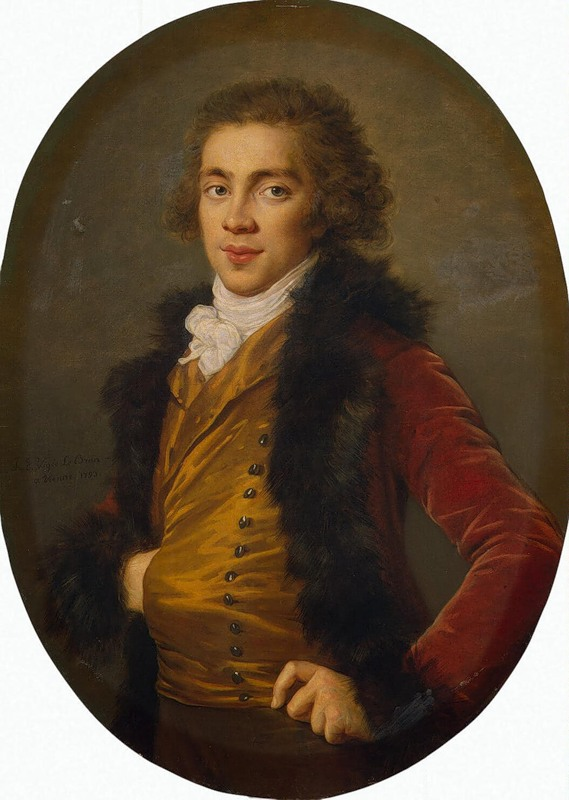
Григорий Строганов. Художница Элизабет Виже-Лебрён, 1795.

Брак этот не мог не вызвать большого смущения среди многочисленной и знатной Строгановской родни, многие считали её авантюристкой, и, чтобы ввести свою вторую жену в Петербургское общество, граф Строганов прибег к помощи своей сестры, Екатерины Александровны Нарышкиной, пользовавшейся большим влиянием в свете. Приехав нарочно из Москвы, остановившись у своей близкой приятельницы, жены министра финансов, графини Прасковьи Николаевны Гурьевой, рождённой Салтыковой, она усадила свою невестку в карету и развезла её по всей родне и самым строгим Петербургским домам, обеспечив этим самый радушный прием.
Графиня Юлия Петровна, чуждая всяких претензий и обладая большим тактом, скоро заняла подобающее ей положение в столичном обществе, чему много способствовало и неизменное благоволение, оказываемое Строгановым при Дворе. Балы их посещались членами Царской Фамилии. Супруги Строгановы жили в большой любви и согласии. Они были очень дружны с А. С. Пушкиным, которому Строганов приходился свойственником через Наталью Гончарову, когда Пушкин умирал, именно Юлия Петровна и княгиня В. Ф. Вяземская безотлучно находились в его квартире; граф Строганов взял на себя материальные расходы, связанные с его похоронами, а затем был опекуном осиротевшей семьи.
Проведя очень бурно молодость, Юлия Петровна в России стала непреклонной хранительницей нравов, занималась активно благотворительностью. По инициативе графини в 1840 году был создан Санкт-Петербургский Совет детских приютов, входивший в систему Ведомства учреждений императрицы Марии. Будучи давней знакомой Ф. И. Тютчева, она принимала участие в судьбе детей поэта от Е.Денисьевой.
Графиня Юлия Петровна была большая щеголиха, всегда одевалась чрезвычайно моложаво для своих лет и в старости казалась дочерью жены старшего сына своего мужа, графини Натальи Павловны Строгановой, бывшей гораздо моложе её, но одевавшейся по-старушечьи.
В 1862 году графиня Юлия Петровна Строганова была пожалована в статс-дамы; скончалась она 2 ноября 1864 года и погребена в склепе католической церкви в Царском Селе.

## Дочь графини
Советские пушкинисты считали, что у Юлии Петровны от Строганова была внебрачная дочь, Ида́лия де Обертей, в замужестве Полетика (1807/1811-1889). Однако по сведениям Смирновой-Россет и великого князя Николая Михайловича у графини Строгановой вообще не было детей, что подтверждает сама графиня Юлия Петровна в письме к сестре в Португалию из Парижа от октября 1824 года: 
… Григорий провел шесть недель с женой в Дрездене, а теперь возвращается: он знает, что его присутствие и его любовь ко мне сделают меня счастливой. У меня живет девушка, его дочь от женщины с которой он встретился до своего назначения в Испанию. Это очень хорошая компания для меня, и Строганов заслуживает того, что бы я позаботилась о ней и воспитала её достойной его, которому она напоминает так много. Её имя так же прекрасно, как и она: Идалия…:
Юлия Петровна и Идалия всю жизнь были хорошими друзьями. В своих письмах Идалия Строгановых никогда не называла родителями — только «Строгановы», удочерена она не была.

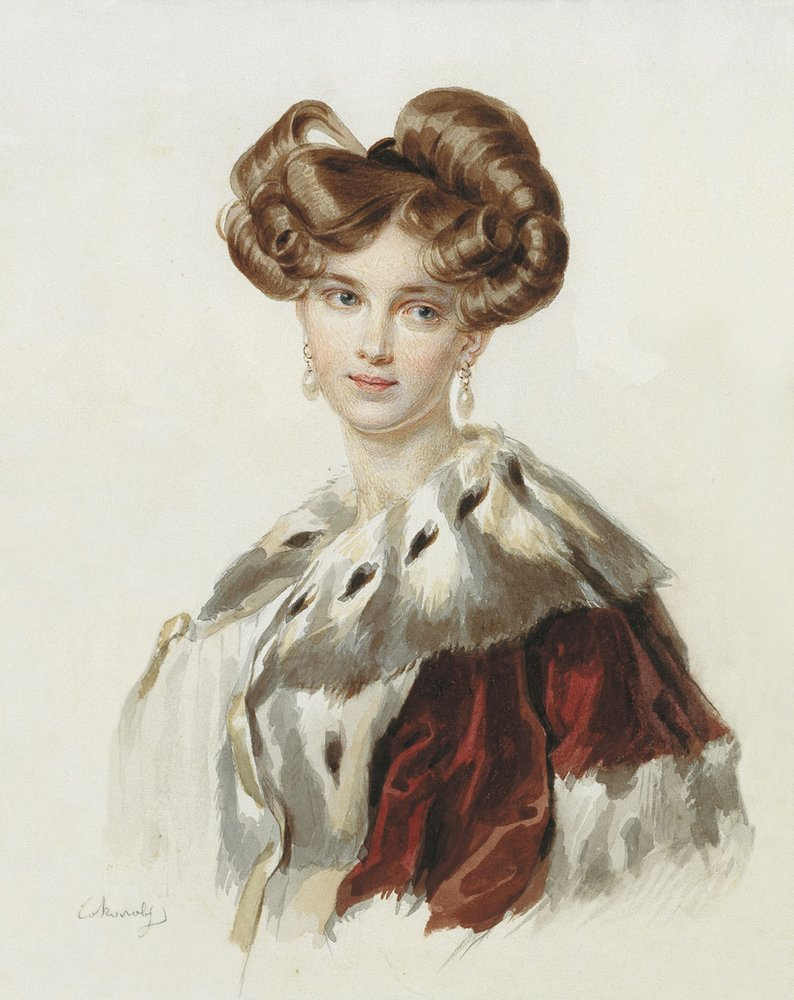
Идалия де Обертей
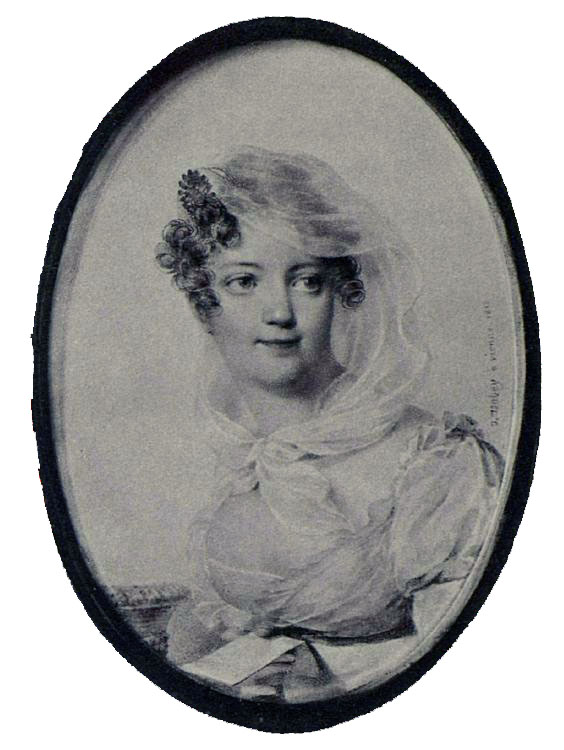
Ю. П. Строганова Ж. Изабе, 1818
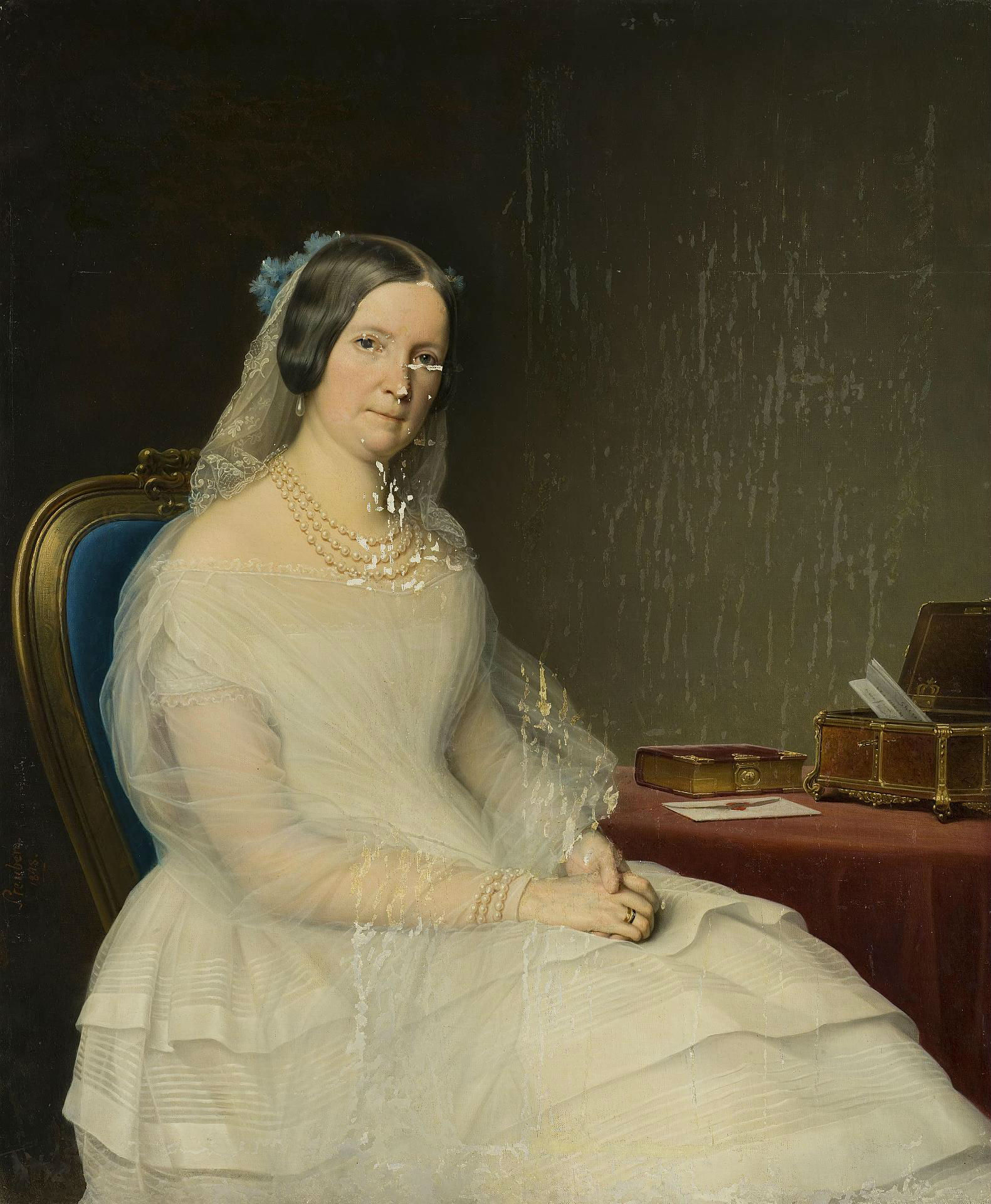
Ю. П. Строганова. Художник К. Штейбен, 1845
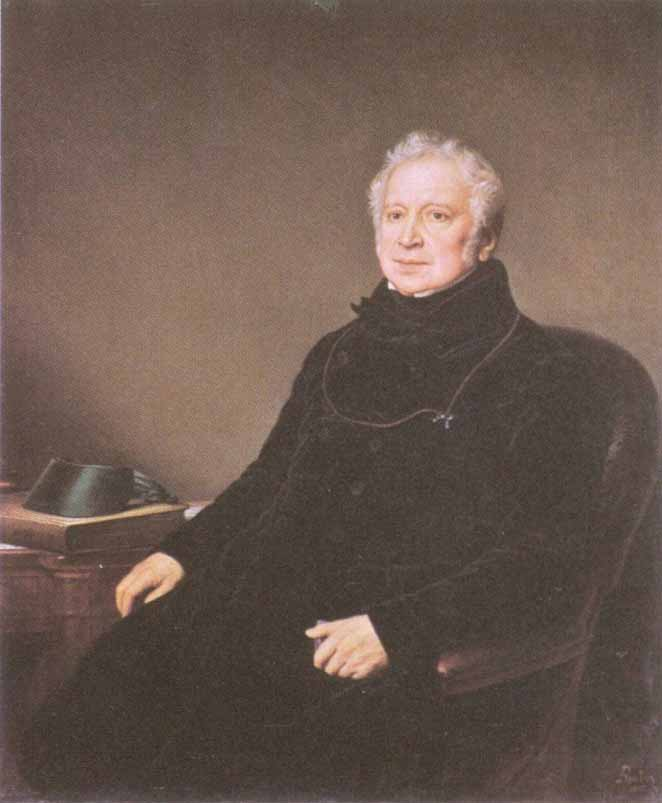
Граф Г. А. Строганов Художник К. Штейбен, 1845

## Портреты
Известно несколько портретов графини Юлии Петровны Строгановой:
- Литография Андерсона и Смирнова с портрета работы Штейбена (опубликована в журнале «Столица и усадьба», № 76, 1917 год).
- Миниатюра работы Жана Урбена Герена, Государственный Эрмитаж.
- Миниатюра Изабе, исполненная в 1818 году.